# Be My Best Man
Be My Best Man è un cortometraggio muto del 1917 diretto da Fred E. Wright e prodotto dalla Essanay di Chicago.

## Produzione
Il film fu prodotto dalla Essanay Film Manufacturing Company (come Black Cat Comedies).

## Distribuzione
Distribuito dalla General Film Company, il film - un cortometraggio di due bobine - uscì nelle sale cinematografiche statunitensi nel maggio 1917.